# Neretvica
Neretvica je rijeka u Bosni i Hercegovini.
Izvire nedaleko vrha Vitreuša. Na njoj je planirana izgradnja četiri MHE. Ulijeva se u umjetno Jablaničko jezero.